# William Macclesfield
William Macclesfield (Canterbury o Coventry, c. 1250 - Canterbury o Besançon, 1303 o 1304) fue un religioso dominico inglés.  

## Biografía
Admitido en la Orden de Predicadores, fue estudiante y posteriormente profesor de Teología en el seminario de los dominicos de París y en el Merton College de la Universidad de Oxford, donde se destacó en la refutación de las ideas de Enrique de Gante y Guillaume de la Mare. 
Benedicto XI le creó cardenal presbítero de Santa Sabina en el consistorio de diciembre de 1303. No está claro si para entonces Mykelfeld había fallecido en Inglaterra o en el sínodo de la orden en Besançon sin que en Roma tuvieran noticias de ello, o si murió a comienzos del año siguiente ignorando la decisión del papa.

## Obras
Se le atribuyen varias obras sobre teología: 
- Postillæ in sacra Biblia.
- In Evangelium de decem Virginibus.
- Questiones de Angelis.
- Questiones Ordinariæ.
- Contra Henricum de Gandavo, in quibus impugnat S. Thomam de Aquino.
- Contra Corruptorem S. Thomæ.
- De Unitate Formarum.
- De Comparatione Statuum.
- Orationes ad Clerum.
- Varia Problemata.